# Île du Faubourg de Loire
L'île du Faubourg de Loire est une île de la Loire, en France appartenant administrativement à La Charité-sur-Loire.

## Description
L'île est entièrement bâtie à l'exception de sa pointe Nord et s'étend sur plus d'1 km de longueur pour environ 230 m de large. 